# Dex Elmont
Daxenos Richard René "Dex" Elmont, (* 10. ledna 1984 v Rotterdamu, Nizozemsko) je nizozemský zápasník – judista surinamského původu.

## Sportovní kariéra
S judem začal ve 4 letech v přilehlé části Amsterdamu zvané Amsterdam-Zuidoost společně se svým bratrem Guillaumem a pod vedením svého otce Ricarda, bývalého reprezentanta Surinamu v judu. V roce 2000 následoval svého bratra do Haarlemu, kde se v klubu Kenamju připravoval pod vedením Cora van der Geesta a později Maartena Arense. V nizozemské seniorské reprezentaci se pohybuje od roku 2004 a v roce 2005 nahradil v pololehké váze Bryan van Dijka na pozici reprezentační jedničky. V roce 2008 si vybojoval účast na olympijských hrách v Pekingu, ale protaktizoval svůj druhý zápas proti Američanu Tayloru Takatovi a prohrál na šido. Od roku 2009 zápasí v lehké váze, ve které se zařadil mezi absolutní světovou špičku.
V roce 2012 se kvalifikoval na olympijské hry v Londýně. V úvodním kole porazil technikou seoi-nage na ippon Ghaňana Emmanuela Narteye a v dalším kole si v boji o úchop vychutnal Brazilce Bruno Mendonçu. Ve čtvrtfinále se utkal s Francouzem Ugo Legrandem a výborném taktickém výkonu dokázal svého soupeře hodit začátkem druhé minuty prodloužení na ippon technikou aši-guruma. V semifinále se utkal s Japoncem Rikim Nakajou. V repete posledního finále mistrovství světa v polovině hrací doby přežil Nakajův pokus o páčení. Vzápětí však krásně zaútočil kombinací o-uči-gari+kučiki-taoši, kterou Japonec s problémy ustál. V regulérní hrací době zápas skončil nerozhodně. V prodloužení se postupně začala projevovat jeho horší fyzická kondice. V závěrečné minutě jen s problémy odrážel Nakajovy útoky. Při hantei (praporky) padla volba na jeho soupeře v poměru 0:3. V boji o třetí místo se utkal s Mongolem Ňamočirem a začátkem čtvrté minuty obdržel druhé šido za pasivitu potom co prohrál boj úchop. V poslední minutě několikrát nebezpečně zahrozil levým o-uči-gari, ale Mongol si vítězství vzít nenechal. Obsadil 5. místo.
V roce 2016 se kvalifikoval na své třetí olympijské hry v Riu. V úvodním kole si vychutnal technikou seoi-nage Uzbeka Mirali Sharipova na ippon a v dalším kole narazil na Maďara Miklóse Ungváriho. V takticky vedeném zápase dvou veteránů dostal v polovině třetí minuty přísné šido za bránění v úchopu. V poslední minutě si svým levým aši-waza vzal šido zpátky, ale vzápětí polevil v koncentraci a deset sekund před koncem se po hrubé chybě nechal hodit technikou seoi-nage na ippon.
Dex Elmont je primárně levoruký judista, jeho osobní technikou je seoi-nage a o-uči-gari. Jeho velkou výhodou je umění provádět techniky na obě strany.

### Vítězství
- 2006 - 1x světový pohár (Rotterdam)
- 2007 - 2x světový pohár (Moskva, Bukurešť)
- 2011 - 2x světový pohár (Moskva, Amsterdam)
- 2014 - 2x světový pohár (Záhřeb, Abú Zabí)

## Výsledky
| Olympijské hry     | —   |   |     |    | — |    |     |     | úč. |     |     |    | 5. |     |     |     | úč. |  |  |  |  |  |  |  |
| Mistrovství světa  |     | — |     | —  |   | 7. |     | úč. |     | úč. | 2.  | 2. |    | 3.  | úč. | úč. |     |  |  |  |  |  |  |  |
| Evropské hry       |     |   |     |    |   |    |     |     |     |     |     |    |    |     |     | 5.  |     |  |  |  |  |  |  |  |
| Mistrovství Evropy | —   | — | —   | —  | — | —  | úč. | 5.  | 5.  | 2.  | úč. | 7. | 3. | úč. | 1.  | 5.  | úč. |  |  |  |  |  |  |  |
| MS juniorů         | —   |   | úč. |    |   |    |     |     |     |     |     |    |    |     |     |     |     |  |  |  |  |  |  |  |
| ME juniorů         | —   | — | 3.  | 1. |   |    |     |     |     |     |     |    |    |     |     |     |     |  |  |  |  |  |  |  |
| ME dorostenců      | úč. |   |     |    |   |    |     |     |     |     |     |    |    |     |     |     |     |  |  |  |  |  |  |  |